# Kinh Thánh Hebrew

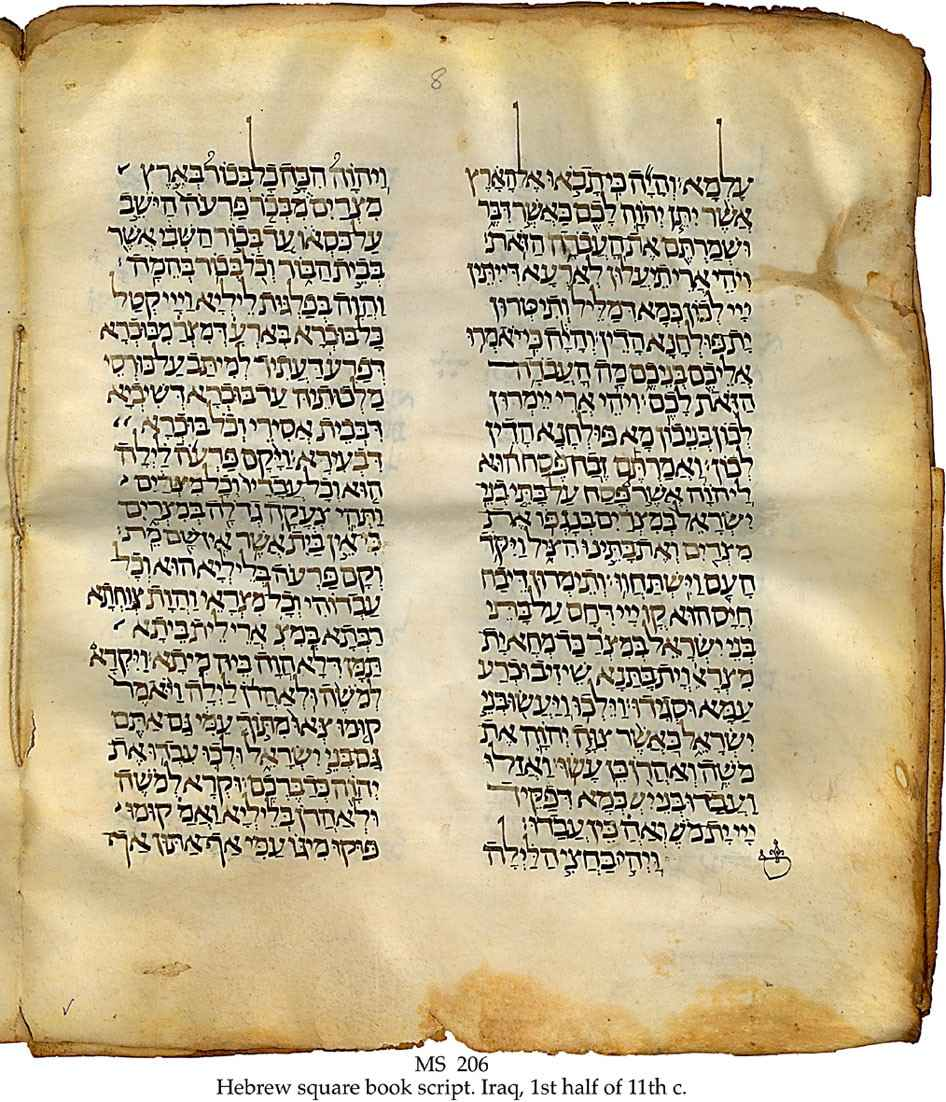
Bản dịch Targum vào thế kỉ 11 của Kinh Thánh Hebrew

Kinh Thánh Hebrew là phần chung của Kinh Thánh quy điển của Do Thái giáo và Kitô giáo. Tên gọi này được sử dụng bởi hầu hết các học giả Kinh Thánh trong môi trường học thuật vì nó là thuật ngữ không thiên vị khi đề cập đến Tanakh và Cựu Ước. Chữ Hebrew ở đây liên quan đến tiếng Hebrew hay người Hebrew (đặc biệt đề cập đến người Do Thái, sử dụng tiếng Hebrew làm ngôn ngữ nói ở Israel, hoặc làm ngôn ngữ cầu nguyện và học thuật trong cộng đồng dân tộc) hay cả hai.
Vì là phần chung của quy điển Kinh Thánh Hebrew giáo và Kitô giáo nên nó không bao gồm các Thứ Kinh, phần lớn từ Bản Bảy Mươi tiếng Hy Lạp, được dùng trong Cựu Ước của các giáo hội Công giáo Rôma và Chính Thống giáo Đông phương; vì vậy thuật ngữ "Kinh Thánh Hebrew" chỉ tương ứng với Cựu Ước của các giáo hội Tin Lành.